# Барк
Барк е вид ветроходен кораб с три до пет мачти, прави ветрила на всички мачти, а на бизанмачтата – коси. Преобладават в световното корабоплаване през 19 век, когато са използвани като търговски кораби.
В тесния смисъл на думата „барк“ означава „тримачтов кораб“. С течение на времето обаче се строят и четири- и петмачтови платноходи, които също се наричат с това име.
Мачтите на тримачтовия барк се наричат (от носа към кърмата): фокмачта, гротмачта и бизанмачта.

## Известни баркове
Тримачтови
- Горх Фок 1
- Горх Фок 2
- Александър фон Хумболт
- Рикмер Рикмерс
- Индейвър
- Статсрад Лемкул

Четиримачтови
- Крузенщерн
- Памир
- Седов
- Пекин
- Пасат
- Сий Клауд

Петмачтови
- Франция I
- Франция II
- Копенхаген
- Р.К. Рикмерс

## Такелаж
Такелажът на тримачтов барк: